# Stazione di Vauxhall
La stazione di Vauxhall è una stazione ferroviaria posta sulla South Western Main Line, a servizio dell'omonimo quartiere londinese.

## Storia

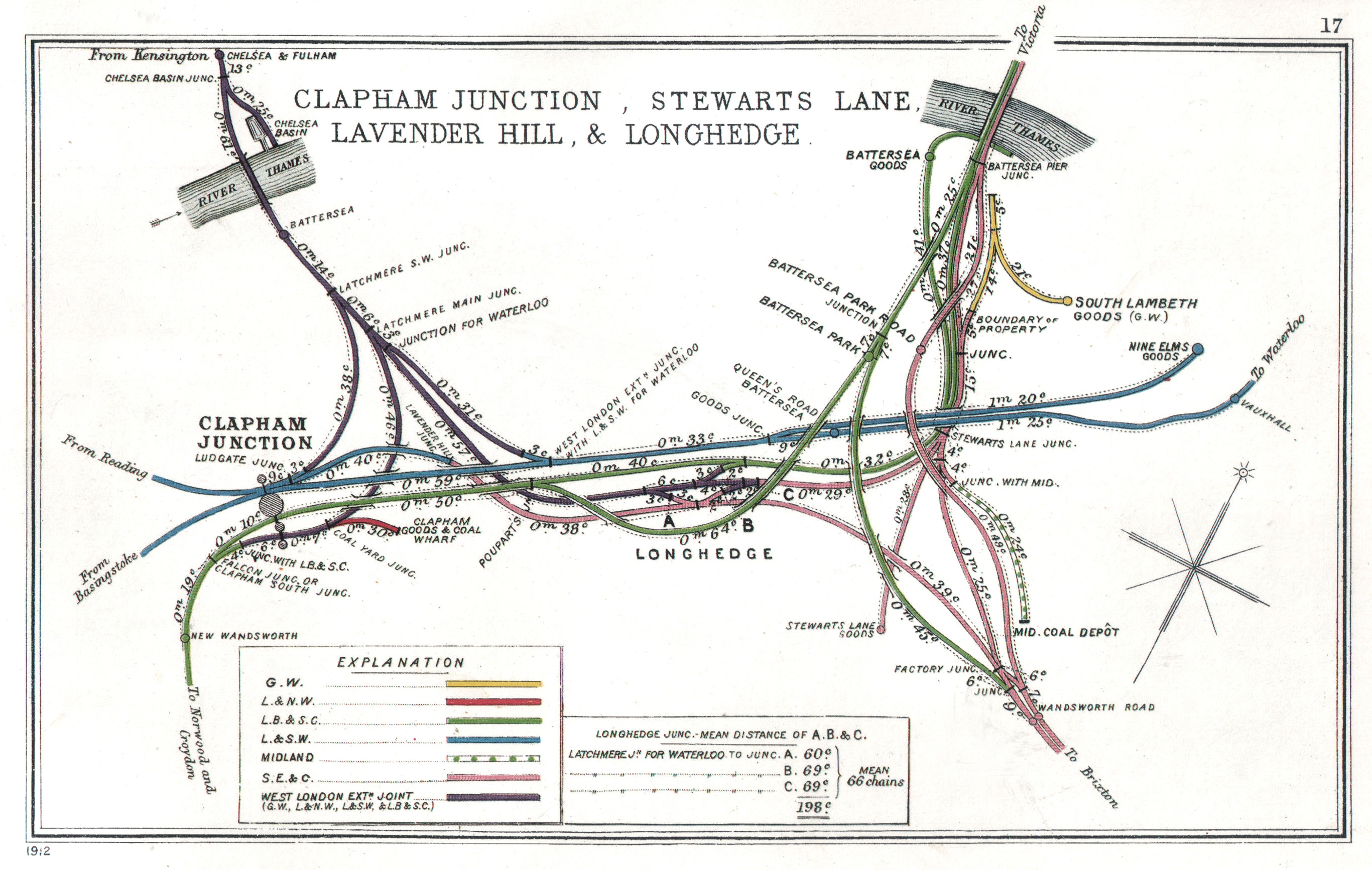
Mappa del 1912 della Railway Clearing House, con le linee attorno alla stazione di Vauxhall

La stazione è stata aperta al pubblico a luglio del 1848 dallaLondon & South Western Railway (LSWR) come Vauxhall Bridge Station, sul viadotto che collega Nine Elms a Waterloo. Il viadotto è stato realizzato per minimizzare gli impatti sugli edifici esistenti e comunque ha richiesto la demolizione di circa 700 di essi. La stazione ha acquisito il nome Vauxhall nel 1862.

### I treni del latte
Nei pressi della stazione di Vauxhall si trovava una grossa centrale del latte della United Dairies e quindi i treni di trasporto del latte si fernmavano regolarmente in stazione per poter trasferire il latte direttamente alla centrale attraverso una tubazione di scarico.

### Incidenti
Il 29 agosto 1912 si è verificata una collisione tra una locomotiva e una fila di 9 vagoni, causando la morte di 1 passeggero e il ferimento di altri 43.

## Interscambi
La stazione consente l'interscambio con la fermata omonima della linea Victoria della metropolitana di Londra.
Nelle vicinanze della stazione effettuano fermata numerose linee urbane automobilistiche, gestite da London Buses.
Dal molo di St. George, infine, è possibile fruire dei servizi fluviali di Londra gestiti da TfL.
- Fermata metropolitana (Vauxhall, linea Victoria)
- Fermata autobus
- Molo fluviale (Molo di St. George - London River Services)

## Galleria d'immagini

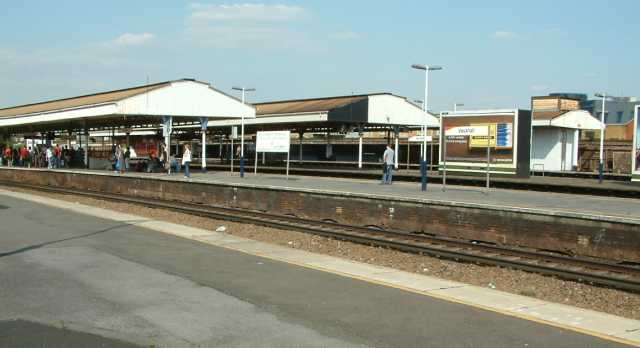
La stazione ferroviaria di Vauxhall vista da ovest
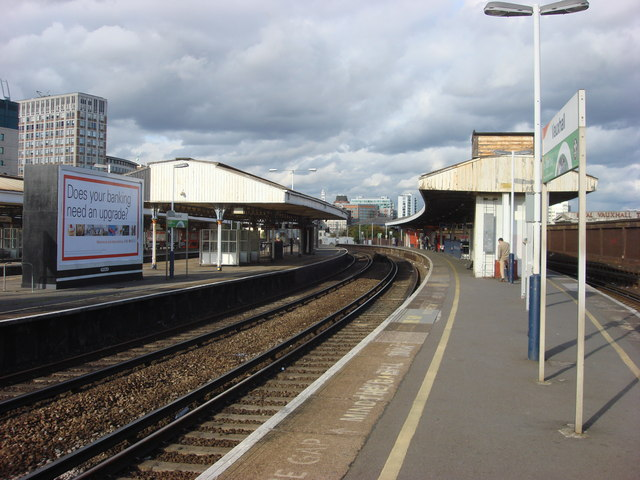
I binari della stazione
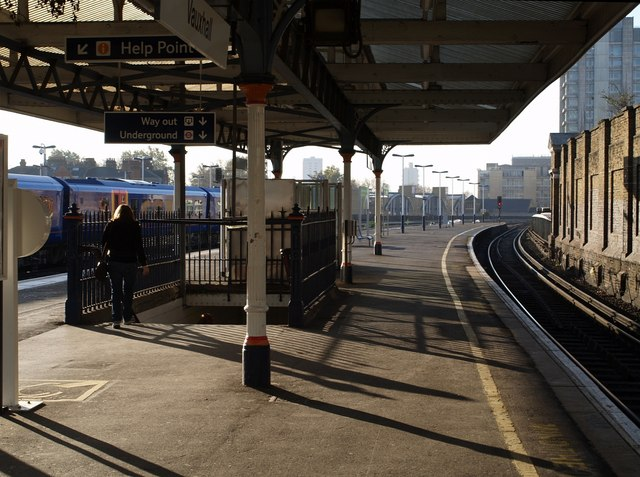
La stazione dei treni di Vauxhall, binario 1
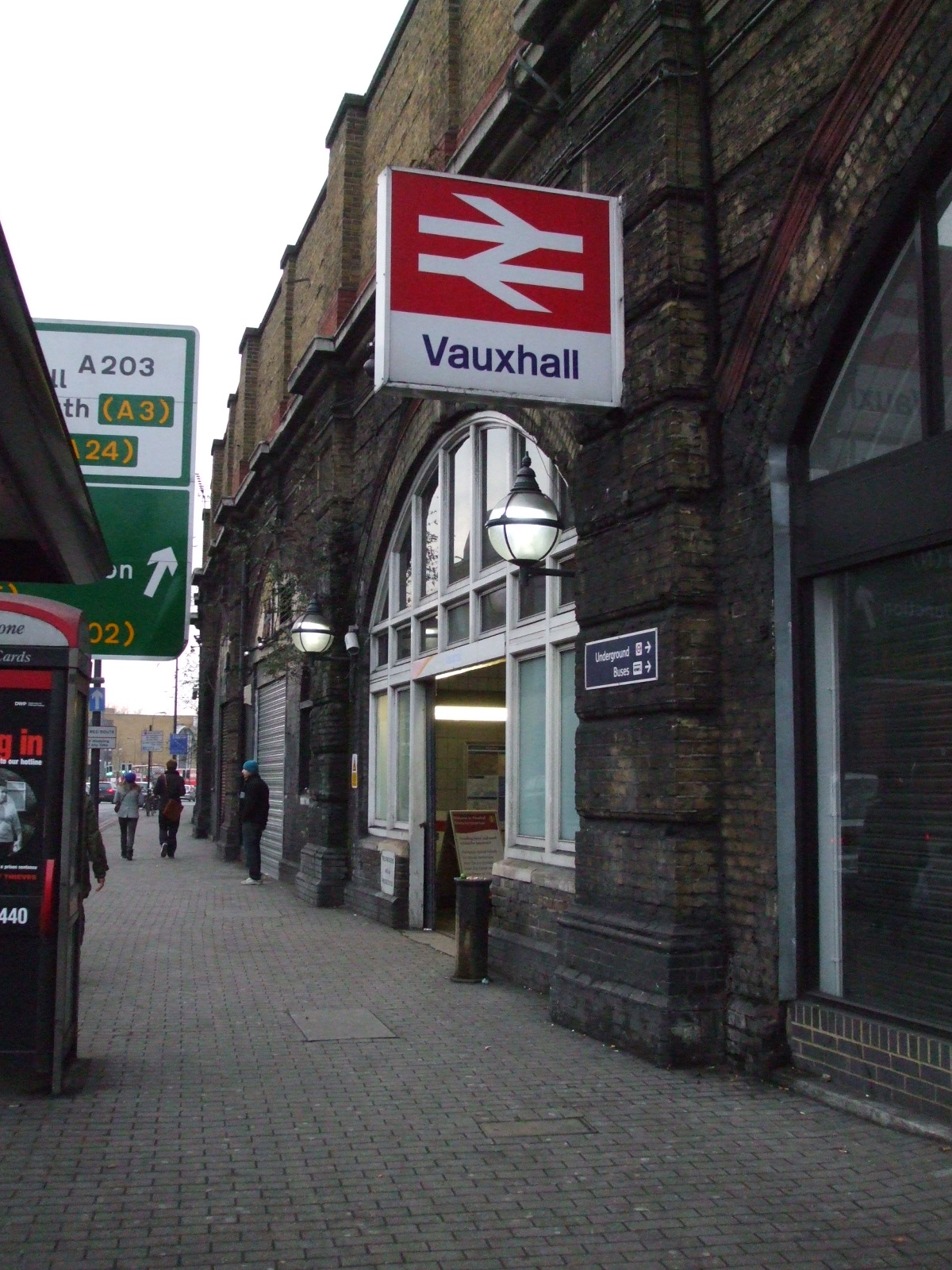
La stazione dei treni di Vauxhall, entrata sud
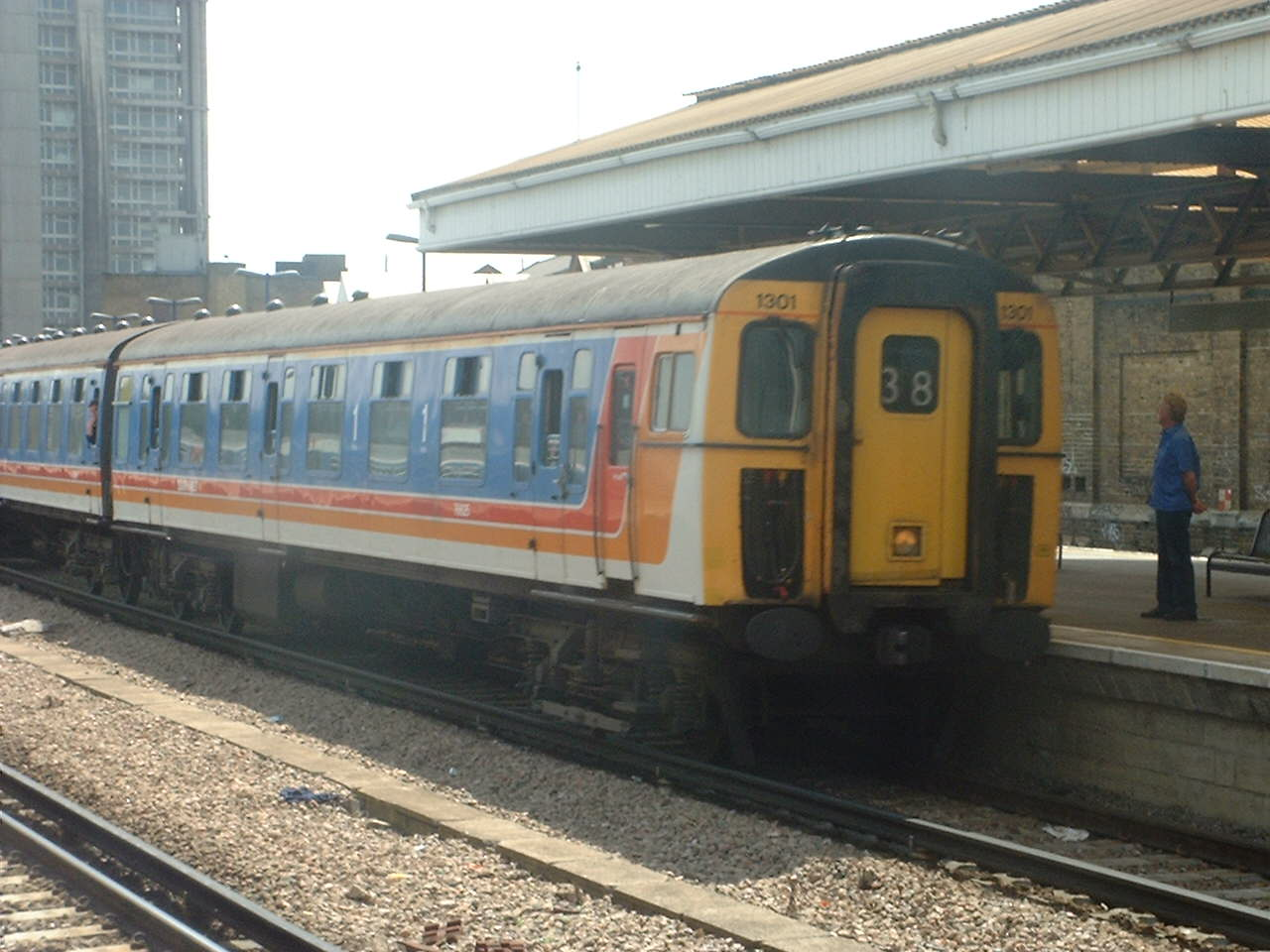
Treno in stazione, 2002